# Caputxinada
De Caputxinada is de studentenactie en daaropvolgende politiebestorming van 9 tot 11 maart 1966 in het Kapucijnenklooster van Sarrià (Barcelona) in Catalonië tijdens de stichtingsvergadering van het Sindicat Democràtic d'Estudiants de la Universitat de Barcelona (SDEUB) (Democratische Studentenvakbond) aan de Universiteit van Barcelona, tijdens de militaire dictatuur (1939-75) van Francisco Franco (1892-1975).

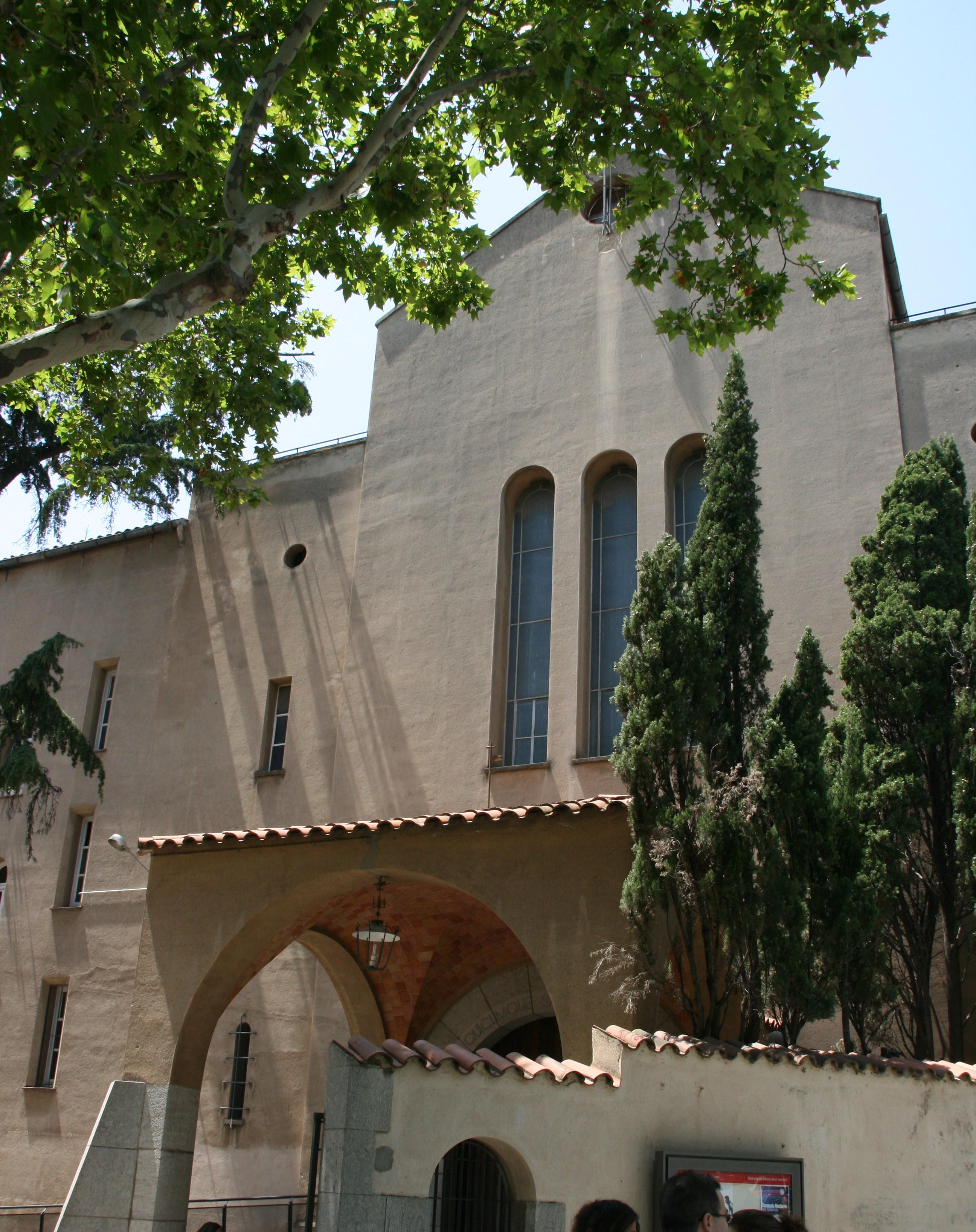
Voorgevel van het Kapucijnenklooster

Een 450-tal aanwezigen, studenten, hoogleraren, kunstenaars en intellectuelen discussieerden over een manifest met als belangrijkste onderwerpen de lamentabele kwaliteit van het Spaanse universitaire onderwijs, het falende academische beleid van de franquistische overheid, de noodzaak van democratische hervormingen en de academische vrijheid. Voor die tijd heikele en gewaagde onderwerpen.
Onder de aanwezigen bevonden zich een hoog aantal hoogstaande Catalaanse intellectuelen zoals Salvador Espriu, Ernest Lluch i Martín, Oriol Bohigas i Guardiola, Maria Aurèlia Capmany, Antoni Tàpies, Jordi Solé Tura, Raimon Obiols i Germà, Josep Maria Benet i Jornet, Montserrat Roig i Fransitorra, Ricard Salvat i Ferré, Joan Oliver (Pere Quart), José Agustín Goytisolo i Gay, Albert Ràfols-Casamada, Manuel Sacristán Luzón, Francisco Fernández Buey, Josep Maria Trias de Bes i Serra, Mercè Sala en vele anderen. De meeste deelnemers kwamen kort daarop op een geheime lijst van verdachte personen die de civiele autoriteiten bij de politie besteld had met het oog op een “betere controle van de bevolking”. Veel van die verdachten van toen werden na de terugkeer van de demokratie in 1978 prominente figuren in de wereld van de politiek, media, kunst en kultuur. In juli 2012 werd de volledige lijst met de tekst van de oude politiefiches in het geschiedkundige tijdschrift Sàpiens gepubliceerd.
In opdracht van de regeringsafgevaardige Camilo Alonso Vega organiseerde de politiecommissaris Vicente Juan Creix een belegering gevolgd door een bestorming van het klooster. De aanwezigen kregen het bevel het gebouw te verlaten. Toen enkele vrouwelijke studenten naar buiten kwamen werden hun identiteitspapieren in beslag genomen. Daarop beslisten de studenten met de stille steun van de paters, zich in het klooster te barricaderen en niet naar buiten te komen zolang ze geen waarborgen kregen dat er geen represailles zouden volgen. Uiteindelijk werd de poort van het klooster ingebeukt en werden alle aanwezigen gearresteerd. Ze werden in vrijheid gelaten na het betalen van boetes tussen de 25.000 en 200.000 peseten, voor die tijd een niet onaanzienlijk bedrag. Een van de grootste verwijten in de door de staat gecontroleerde pers was het feit dat de "naïeve" of "permissieve" Kapucijnen het mogelijk gemaakt hadden dat jongens en meisjes drie dagen lang in een gesloten ruimte hadden kunnen samenwonen. Dat was in het puriteinse Spanje van die tijd bijna een belangrijker vergrijp dan de roep naar democratie. Erger nog, een van de meisjes zou zich, bij gebrek aan dekens, heiligschennend in het altaardoek gewikkeld hebben, zoals uit de zeer gedetailleerde politierapporten van die tijd bleek. In die rapporten kreeg het ministerie van binnenlandse zaken zelfs de tekst van alle homilies in de Barcelonese kerken de daaropvolgende zondag.
Het gewelddadige optreden veroorzaakte een brede golf van verontwaardiging en solidariteit bij de bevolking. De Caputxinada legde de basis voor de latere Taula Rodona Democràtica (Demokratische Ronde Tafel) van de catalanistische oppositie en werd een voorloper van de Assemblea de Catalunya (Catalaanse Raad). Naar aanleiding van het gebeuren nam een grote groep katholieke geestelijken voor de allereerste keer publiek afstand van de nationaalkatholieke staatsdoctrine en organiseerde op 11 mei van hetzelfde jaar een eigen betoging. De toenmalige provinciale overste van de Kapucijnen en oecumenist, Joan Botam i Casals werd wegens zijn moedig optreden in 2010 door de Catalaanse regering met het Creu de Sant Jordi gedecoreerd.
De gebeurtenis wordt algemeen gezien als een keerpunt in de geschiedenis van het antifranquistische verzet.